# セバスチャン・ボウチャー
- セバスチャン・ブーシェ

セバスチャン・ボウチャー（Sebastien Boucher、1981年10月19日）はカナダのケベック州ハル（現：ガティノー）出身の元プロ野球選手（外野手）。右投左打。

## 経歴

### プロ入りとマリナーズ傘下時代
2004年に、シアトル・マリナーズにドラフト7巡目（213位）で指名され入団。
2006年開幕前の3月に、同年から開催される事となったワールド・ベースボール・クラシック（WBC）のカナダ代表に選出された。

### オリオールズ傘下時代
2007年8月9日に、ボルチモア・オリオールズへトレードされた。2008年限りで退団した。

### 北米独立リーグ時代・引退後
2009年からは、故郷のケベック州を本拠地とする、カナディアン・アメリカン・リーグのケベック・キャピタルズと契約を結んだ。2014年まで所属した。
2015年3月25日に、この年新設された同リーグのオタワ・チャンピオンズへ移籍し、選手兼任監督に就任した。2018年までプレーし、この年限りで現役を引退。2019年からは専任で監督を務めた。
2021年からは、フロンティアリーグの新球団であるオタワ・タイタンズのGM補佐に就任した。

## 選手としての特徴
快速を生かした守備と走塁、打撃を武器とする。

## 詳細情報

### 代表歴
- 2006 ワールド・ベースボール・クラシック・カナダ代表